# Вишнево (Гацко)
Вишнево (серб. Вишњево / Višnjevo) — село в общине Гацко Республики Сербской Боснии и Герцеговины. В настоящее время село необитаемо.